# TenneT-toren
De TenneT-toren of KEMA-toren is een straalverbindingstoren in de Gelderse provinciehoofdstad Arnhem. Het bouwwerk op Arnhems Buiten meet inclusief mast in totaal 149 meter. Na de sloop van de 155 meter hoge schoorsteen van de Elektriciteitscentrale Gelderland in Nijmegen op 5 maart 2022, werd de TenneT-toren het hoogste gebouw in de provincie Gelderland.
De toren is in 1969 door het samenwerkingsverband van nutsbedrijven SEP (in 2000 opgevolgd door netbeheerder TenneT) gebouwd voor communicatie tussen onderstations in het hoogspanningsnet. Tegenwoordig functioneert het bouwwerk als doorgiftestation van digitale radio- en televisiesignalen. De toren doet dienst als zendmast van onder andere Radio 538 en tot het voorjaar van 2009 van Arrow Classic Rock. Ook worden er via deze toren mobiele diensten aangeboden van KPN. Sinds juni 2011 ook voor Vodafone en sinds maart 2017 ook voor T-Mobile.
Deze FM-zenders zenden er uit:
- 87,8 MHz 100% NL
- 88,9 MHz Omroep Gelderland
- 89,6 MHz RADIONL
- 90,5 MHz Yoursafe Radio
- 90,9 MHz Radio Veronica
- 92,1 MHz NPO Klassiek
- 92,9 MHz NPO Radio 2
- 96,5 MHz NPO 3FM
- 97,7 MHz Radio 10
- 98,6 MHz NPO Radio 1
- 99,9 MHz BNR Nieuwsradio
- 100,9 MHz Qmusic
- 101,5 MHz Sky Radio
- 102,4 MHz Radio 538
- 104,1 MHz Joe

De bijnaam KEMA-toren is te danken aan het feit dat de toren is gebouwd op het bedrijventerrein waar de KEMA gevestigd is in het westen van Arnhem.

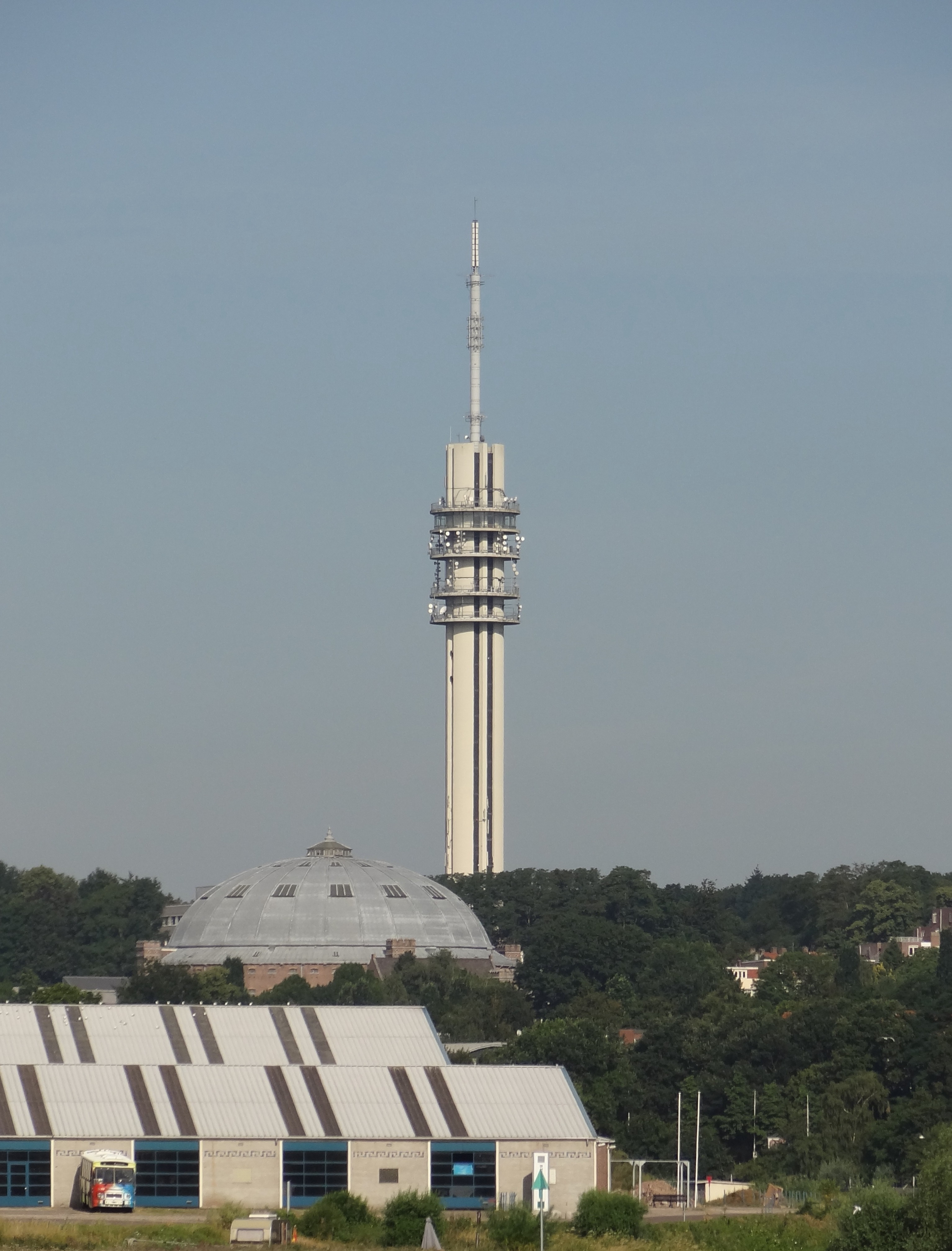
TenneT-toren van een afstand met op de voorgrond de Koepelgevangenis.

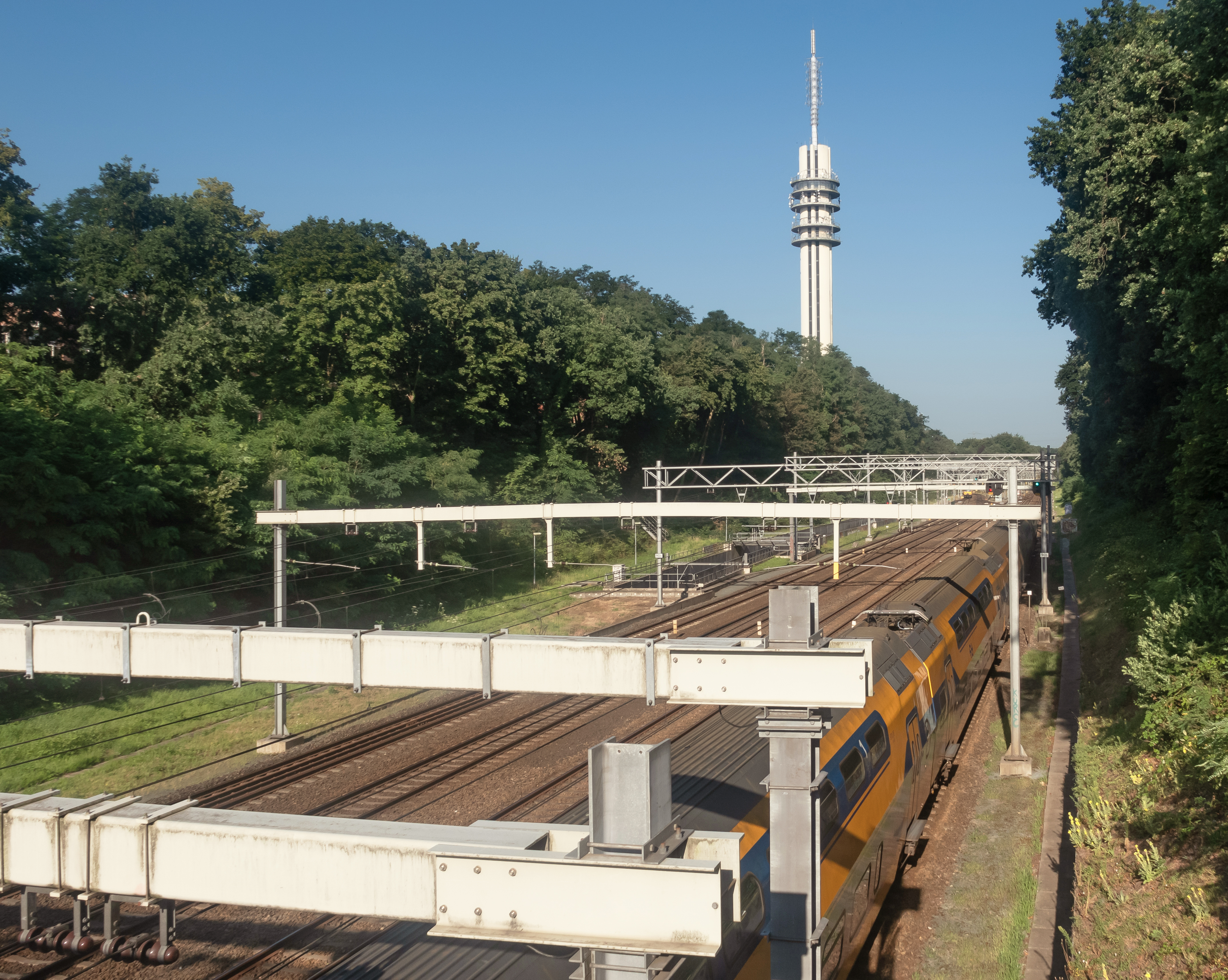
Uitzicht naar TenneTtoren vanaf de brug over het spoor

Gerbrandytoren ·
Telecomtoren Waalhaven ·
Televisietoren Goes ·
TenneT-toren ·
Omroeptoren van Hilversum ·
Toren van Spannenburg ·
Televisietoren Mierlo ·
Televisietoren Smilde ·
Toren van Wormer ·
Zendmast Bezuidenhout